# Мамола
Мамола (итал. Mammola) је насеље у Италији у округу Ређо ди Калабрија, региону Калабрија.
Према процени из 2011. године у насељу је живело 2225 становника. Насеље се налази на надморској висини од 224 m.

## Становништво
Према резултатима пописа становништва 2011. у општини је живело 2.971 становника.
| 1951.  | 1961. | 1971. | 1981. | 1991. | 2001. | 2011. |
| ------ | ----- | ----- | ----- | ----- | ----- | ----- |
| 10.840 | 8.533 | 6.322 | 4.561 | 4.039 | 3.389 | 2.971 |